# 班巴馬卡區 (博利瓦省)
班巴馬卡區（西班牙語：Distrito de Bambamarca），是秘魯的一個區，位於該國西北部拉利伯塔德大區的博利瓦省，面積165.2平方公里，海拔高度3,525米，2005年人口3,408，人口密度每平方公里21人。